# Bon Jovi
Bon Jovi [bɑːnˈdʒoʊvɪ] ist eine US-amerikanische Rockband aus New Jersey. Seit ihrer Gründung Anfang der 1980er Jahre hat sie mehr als 130 Millionen Alben verkauft. Die Band, die als Glam-Metal-Band begann, spielt seit den 1990er Jahren vor allem Mainstream-Rock. Einen großen Beitrag zum kommerziellen Erfolg von Bon Jovi leistete der Komponist Desmond Child, der mit dem Sänger Jon Bon Jovi und dem Gitarristen Richie Sambora Hits wie Livin’ on a Prayer, You Give Love a Bad Name oder Keep the Faith komponierte. 2018 wurde die Band in die Rock and Roll Hall of Fame aufgenommen.

## Geschichte

### Anfangsjahre
Jon Bon Jovi wurde schon früh von seinem Cousin, dem Musikproduzenten Tony Bongiovi, gefördert, der ihm wichtige Kontakte vermittelte. Nachdem das von Jon Bon Jovi komponierte und bereits 1982 mit Sessionmusikern aufgenommene Lied Runaway den ersten Platz bei einem Radio-Talentwettbewerb erreicht hatte, gründeten er und David Bryan 1983 zusammen mit Richie Sambora, Alec John Such und Tico Torres die Band Bon Jovi. Die Originalaufnahme von Runaway, auf der u. a. der Keyboarder Roy Bittan von Bruce Springsteens Band, der Bassist Hugh McDonald und der Gitarrist Tim Pierce zu hören sind, wurde später auf dem Debütalbum der Band veröffentlicht und ein internationaler Hit. Hugh McDonald übernahm fortan im Studio häufig den Bass, während bei Live-Auftritten bis 1994 ausschließlich Alec John Such zum Einsatz kam.
Bei einem Auftritt als Vorgruppe für Scandal wurden Bon Jovi von Derek Shulman entdeckt. Jon Bon Jovi wurde ein Plattenvertrag von PolyGram angeboten. Seither besteht nur zwischen Jon Bon Jovi und dem Tonträgerunternehmen ein unmittelbares Vertragsverhältnis, während die anderen Bandmitglieder als Angestellte im Auftrag Jon Bon Jovis arbeiten.
Das Debütalbum Bon Jovi erschien am 21. Januar 1984. Wenig später trat die Band als Vorgruppe für die Scorpions bei deren Love-at-First-Sting-Tour durch Nordamerika auf, unter anderem im Madison Square Garden. In Deutschland begleiteten sie die Band Kiss.
Nach dem eher mäßigen Erfolg des zweiten Albums 7800° Fahrenheit brachte ihr drittes Album Slippery When Wet 1986 der Band den weltweiten Durchbruch mit Hits wie Livin’ on a Prayer, You Give Love a Bad Name und Wanted Dead or Alive. Im Anschluss an eine ausgedehnte Welttournee erschien im September 1988 das vierte, nach ihrem Heimatstaat benannte Album New Jersey. Die folgende Tournee dauerte bis Februar 1990.
Bei den MTV Video Music Awards 1989 spielten Jon Bon Jovi und Sambora die Stücke Wanted Dead or Alive und Livin’ on a Prayer mit zwei akustischen Gitarren – damit gelten sie als Begründer der MTV-Unplugged-Konzerte.
Nach den Video Music Awards 1991, bei denen Bon Jovi mit dem Vanguard Award ausgezeichnet wurden, kam es zum Streit zwischen Jon Bon Jovi und Manager Doc McGhee, der Ende 1991 entlassen wurde. In der VH1-Sendung Behind the Music berichtete die Band, McGhee habe die New-Jersey-Tour immer weiter in die Länge gezogen und eine totale Erschöpfung der Band verursacht. Auch zwischen Bon Jovi und den anderen Band-Mitgliedern gab es Spannungen. Nach der Tournee nahm die Band eine unbefristete Auszeit.

### Soloalben und Schaffenspause
In der Zwischenzeit bekam Jon Bon Jovi das Angebot, an dem Soundtrack zu dem Film Blaze of Glory – Flammender Ruhm mitzuwirken. Das Drehbuch gab den Anstoß zu seinem ersten Soloalbum Blaze of Glory, das im Sommer 1990 erschien. Als Gäste konnte er Jeff Beck (Sologitarre), Little Richard und Elton John gewinnen. Das Titellied wurde für einen Oscar als beste Filmmusik nominiert und mit einem Golden Globe ausgezeichnet.
Gitarrist Richie Sambora veröffentlichte 1991 sein erstes Soloalbum Stranger in This Town, an dem der Keyboarder David Bryan und der Schlagzeuger Tico Torres sowie Eric Clapton auf dem Song Mr. Bluesman mitwirkten. Das Album verkaufte sich jedoch nur mäßig, die Tournee musste teilweise abgesagt werden.

### Die 1990er Jahre
Nach den Soloprojekten versöhnten sich Jon Bon Jovi und die anderen und komponierten für das fünfte Album Keep the Faith, das im Oktober 1992 erschien. In den USA, wo inzwischen Grunge die Rockmusik dominierte, verkaufte es sich deutlich schlechter als die Alben der 1980er Jahre und hielt sich nur eine Woche in den Top Ten. In Europa hingegen war die Band nun erfolgreicher als je zuvor; in Deutschland erreichte das Album nach einer Woche Goldstatus.
Im November 1994 erschien das Best-of-Album Cross Road, auf dem sich die beiden neuen Stücke Someday I’ll Be Saturday Night und Always befanden. Das Album verkaufte sich in den USA über sieben Millionen Mal, erhielt in Kanada eine Diamantene Schallplatte, in Großbritannien sechs Platin-Auszeichnungen und in Deutschland Doppelplatin.
Such verließ die Band 1994. Obwohl er nicht offiziell ersetzt wurde, hat Hugh McDonald seit dieser Zeit seine Aufgaben als Bassist übernommen. Auf der offiziellen Website Hugh McDonalds werden die Bon-Jovi-Alben in der Diskografie geführt. Außerdem war er der Bassist der ersten Single Runaway gewesen, war seither wiederholt an den Studioaufnahmen  beteiligt worden und sagte in einem Interview, das 2000 geführt wurde, dass er schon von Anfang an dabei sei. Offizielles Bandmitglied wurde er aber erst 2016.
Im Juni 1995 erschien das sechste Studioalbum These Days.
Im Sommer 1996 ging die Band auf eine Japan- und Europa-Tournee. Anschließend nahm Jon Bon Jovi sein zweites Soloalbum Destination Anywhere (1997) auf und spielte an der Seite von Demi Moore in einem Kurzfilm gleichen Titels. Sambora wurde Vater und veröffentlichte ebenfalls ein zweites Soloalbum unter dem Titel Undiscovered Soul (1998). Torres arbeitete als Maler und Skulpteur und hatte eine Beziehung mit dem Model Eva Herzigová. Ein für 1999 geplantes neues Album der Band wurde verschoben, jedoch erschien im Frühjahr die Single Real Life aus dem Soundtrack des Films Ed TV 1999.

### 2000–2010

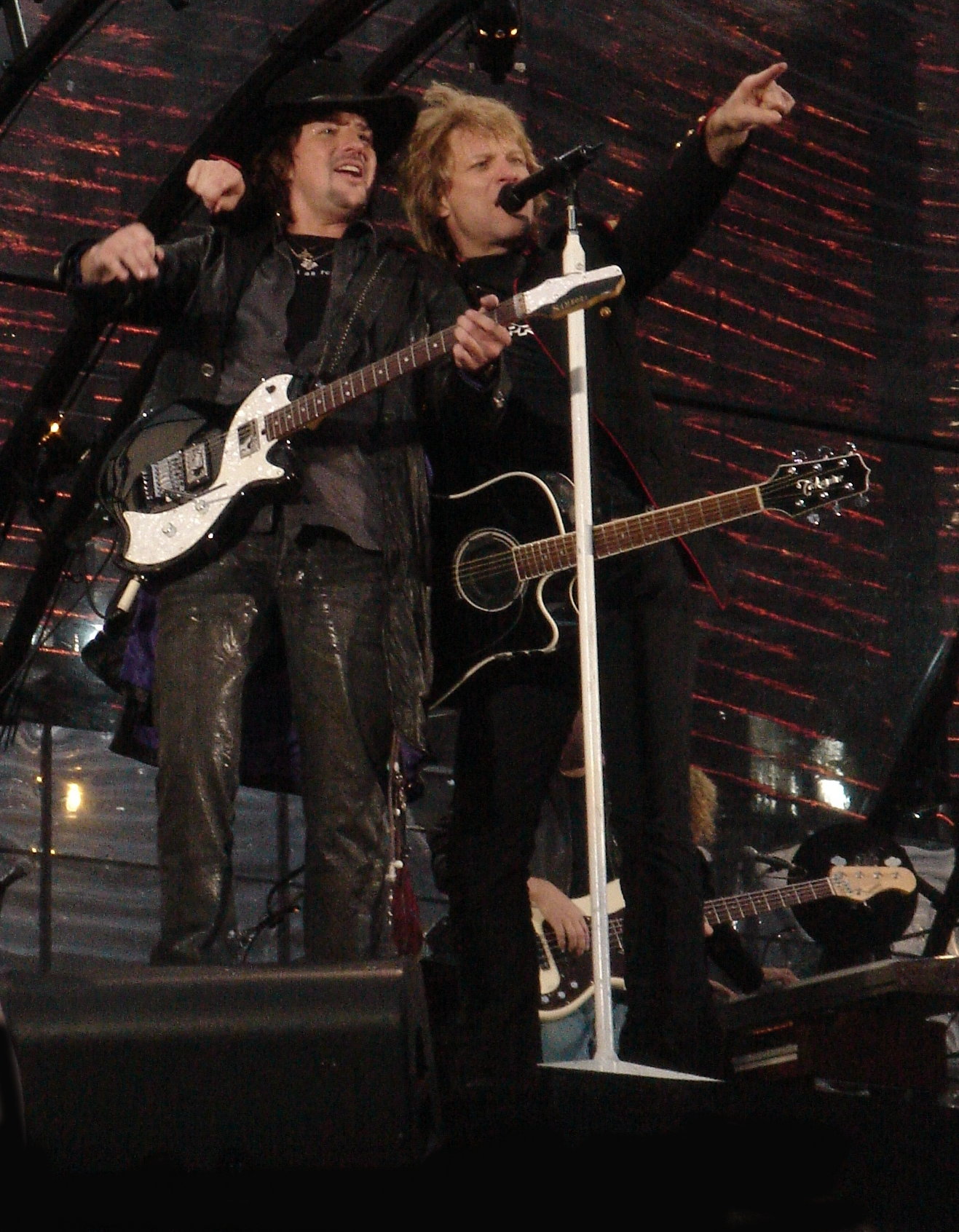
Jon Bon Jovi (rechts) und Richie Sambora (links) während der Have-a-Nice-Day-Tour in Dublin, Irland (Mai 2006)

Das siebte Studioalbum sollte zuerst Sex Sells heißen, erschien dann aber im Mai 2000 als Crush. Sex Sells war der Titel eines Songs, den Jon Bon Jovi bereits 1998 geschrieben hatte, der letztlich nicht auf dem Album erschien. Die erste Singleauskopplung, It’s My Life, die in Zusammenarbeit mit dem schwedischen Pop-Produzenten Max Martin entstand, ist vor allem aufgrund guter Verkäufe außerhalb der USA die bisher erfolgreichste Single der Bandgeschichte und war außerdem der ZDF-Titelsong der Fußball-Europameisterschaft 2000.
Insgesamt war die Band nun vorwiegend in Europa und Asien erfolgreich. Zwei Konzerte im Wembley-Stadion im Jahr 2000 waren die letzten Konzerte dort, da am folgenden Tag mit dem Abriss des Stadions begonnen wurde. Am 10. und 11. Juni 2006 sollten die ersten Konzerte im Stadion-Neubau ebenfalls von Bon Jovi gespielt werden; da sich die Fertigstellung des Stadions verzögerte, mussten diese jedoch in die National Bowl in Milton Keynes verlegt werden.
2001 erschien das erste Live-Album mit dem Titel One Wild Night mit Aufnahmen von 1985 bis 2001.
Im Herbst 2002 erschien das achte Studioalbum, Bounce. Teile des Albums waren direkt (Undivided) und indirekt (Everyday, Bounce) von den Ereignissen des 11. Septembers 2001 beeinflusst. Trotz weltweiter Charteinstiege, teils auf Platz 1, konnte das Album nicht mit dem Erfolg des Vorgängers Crush mithalten.
Am 19. Januar 2003 spielte die Band in Yokohama ein dreistündiges Unplugged-Konzert, dessen Mitschnitt veröffentlicht werden sollte. Stattdessen nahm die Band nach der Bounce-Tour im August 2003 im heimatlichen Studio halbakustische Versionen ihrer Hits auf, unter anderem It’s My Life als Klavierballade. Diese Aufnahmen erschienen im November 2003 unter dem Titel This Left Feels Right. Auf der neuen Version von Livin’ on a Prayer war zum ersten Mal bandfremder Gesang zu hören, der von der Schauspielerin und Sängerin Olivia d’Abo stammt.
Zum 20-jährigen Bandjubiläum erschien 2004 die 4-CD-Box 100,000,000 Bon Jovi Fans Can’t Be Wrong mit einer DVD. Titel und Cover waren eine Anspielung auf Elvis Presleys Album 50.000.000 Elvis Fans Can’t Be Wrong – Elvis’ Gold Records Vol. 2. Auf den CDs finden sich 12 Raritäten und 38 bis dahin unveröffentlichte Stücke.
Am 2. Juli 2005 spielten Bon Jovi auf dem Live-8-Konzert in Philadelphia Livin’ on a Prayer und It’s My Life sowie zum ersten Mal Have a Nice Day, die neue Single und Titellied des neunten Albums, das im Oktober und November 2004 – im Vergleich zu den vorhergehenden Alben sehr schnell – aufgenommen wurde und am 19. September 2005 erschien. Darin verarbeitete Jon Bon Jovi seine Enttäuschung über die Niederlage John Kerrys, für den er sich im Wahlkampf eingesetzt hatte, in der US-Präsidentschaftswahlen von 2004. Während der Aufnahmen hatte Jon Bon Jovi vier neue Lieder geschrieben, von denen jedoch nur Dirty Little Secret als Bonustrack auf dem Album erschien. Am 2. November 2005 begann die Tour zum Album, während derer die Band 56 ausverkaufte Konzerte in den USA und Kanada absolvierte. Weitere Auftritte gab es in Japan und Europa. Im Juli 2006 fand eine Homecoming-Tour durch Footballstadien der USA statt.
Am 8. Juni erschien das zehnte Studioalbum Lost Highway, das in vielen Ländern die Spitze der Charts erreichte. Die zugehörige Welttournee begann am 25. Oktober 2007 mit zehn Konzerten im Prudential Center von Newark, New Jersey. Weitere Auftritte fanden in Nordamerika, Japan, Australien, Neuseeland und Europa statt, darunter im Sommer 2008 sechs Stadien-Konzerte in Deutschland. Bon Jovi spielten insgesamt vor 2.157.675 Fans und nahmen 210,6 Mio. US-Dollar ein. Damit war die Tour vor denen von Bruce Springsteen und Madonna die größte Konzerttournee des Jahres 2008.
Am 30. Oktober 2009 erschien das elfte Studioalbum The Circle. Vorab wurde daraus im August 2009 die Single We Weren’t Born to Follow präsentiert, die in Deutschland ab dem 23. Oktober 2009 erhältlich war. Es folgten zwei weitere Singles, bevor Ende August 2010 mit What Do You Got? die Vorabsingle zu einem weiteren Greatest-Hits-Album veröffentlicht wurde, das am 29. Oktober als Einzel- und Doppel-CD sowie DVD erschien. Je nach Version sind darauf zwei bzw. vier neue Lieder enthalten.

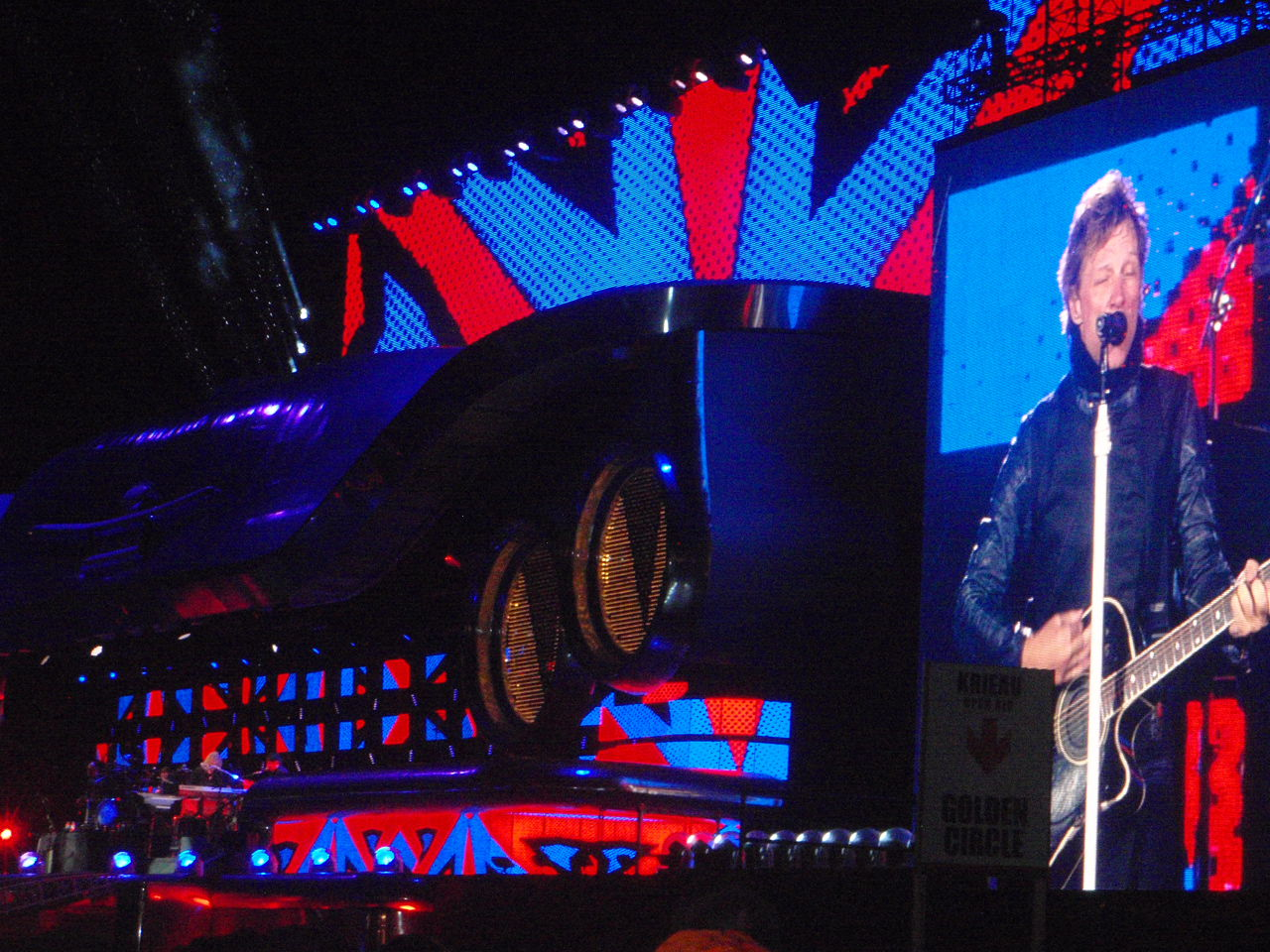
Because We Can, Wien - Krieau 2013

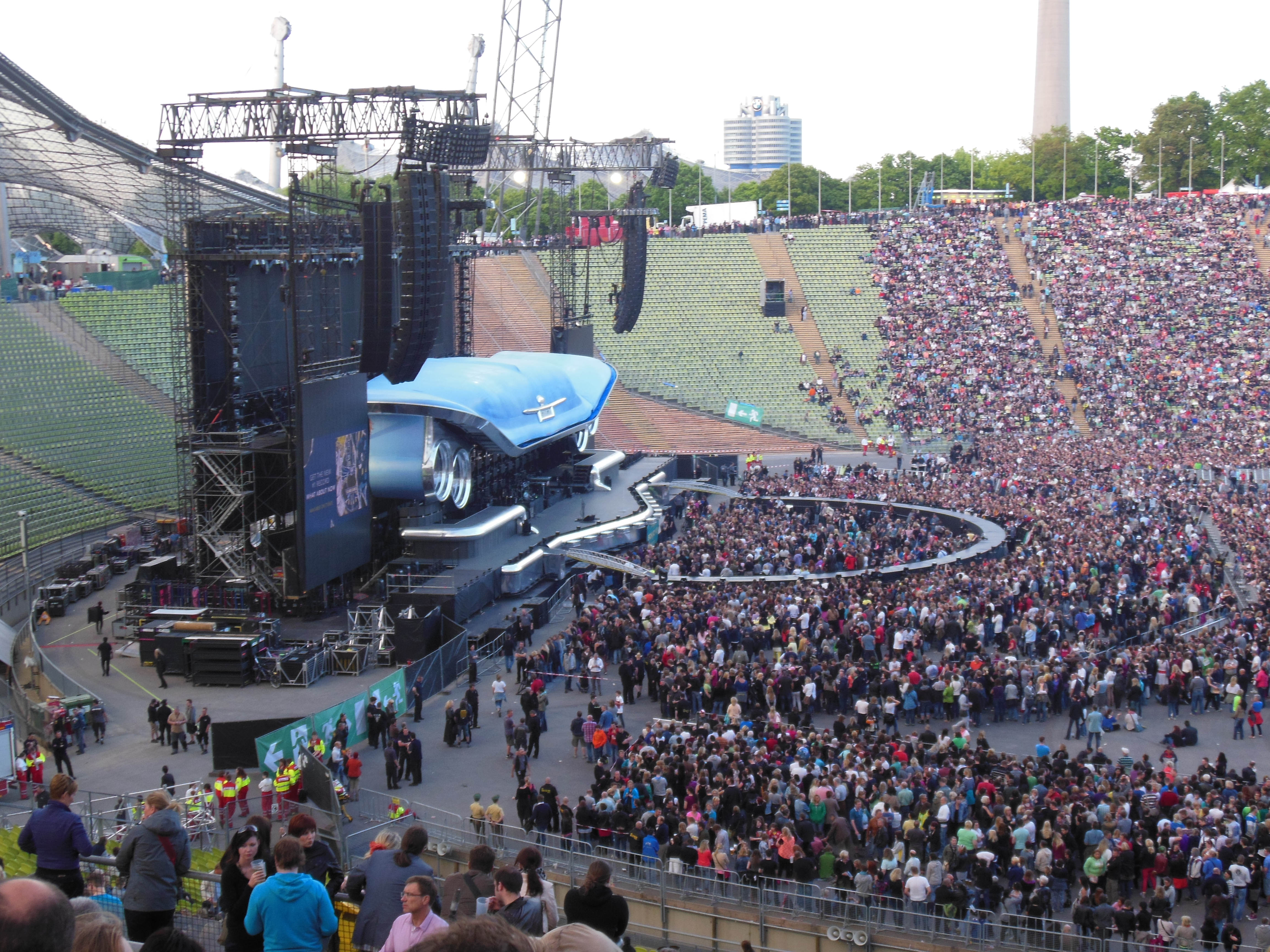
Tourbühne 2013 in Form eines Autos

### 2011–2024
Am 29. April 2011 wurde angekündigt, dass der Gitarrist Richie Sambora wegen einer erneuten Drogenentziehungskur vorübergehend nicht auf der bevorstehenden Tournee auftreten werde. Beim ersten Konzert am 30. April 2011 auf dem New Orleans Jazz & Heritage Festival spielte die Band erstmals ohne Sambora, der durch Phil Xenidis, früher Gitarrist der kanadischen Band Triumph, ersetzt wurde. Zum Start des europäischen Teils der zweijährigen Welttournee am 8. Juni 2011 in Zagreb (Kroatien) kehrte Sambora zurück.
Im März 2013 erschien das zwölfte Studioalbum What About Now. Die erste Single Because We Can war im Januar 2013 veröffentlicht worden. Im April 2013 wurde vermeldet, dass Richie Sambora aus persönlichen Gründen – konkret: aufgrund seiner Suchtprobleme – aus der laufenden Welttournee ausgestiegen sei. Jon Bon Jovi erklärte, Sambora werde bis auf Weiteres nicht mehr mit der Band auftreten. Erst 2016 wurde Samboras Abschied aus der Band offiziell verkündet.
Am 16. Juli 2015 wurde der Song Saturday Night Gave Me Sunday Morning veröffentlicht, dem am 21. August das Album Burning Bridges folgte. Es war das erste Album, auf dem Sambora nicht zu hören ist; er wird jedoch noch als Mitkomponist von Saturday Night… genannt. An der ersten Single und mindestens einem weiteren Song des Albums war der Produzent John Shanks beteiligt. Jon Bon Jovi bezeichnete Burning Bridges als „Fan-Album“, da es neben neuen auch ältere, zuvor unvollendete bzw. unveröffentlichte Songs enthält. Zum Ende der 32-jährigen Zusammenarbeit mit dem Universal-Label Mercury Records wurde damit der Vertrag mit dem Label erfüllt, der die Veröffentlichung eines weiteren Albums vorsah. Der Titelsong des Albums behandelt die Zusammenarbeit mit der Plattenfirma.
Im August 2016 erschien This House Is Not for Sale, Titelsong und erste Single aus dem am 4. November 2016 auf dem Universal-Label Island Records erschienenen 13. Studioalbum. Richie Sambora war erneut nicht an dem Album beteiligt; die bisherigen Sessionmusiker Hugh McDonald und Phil X wurden stattdessen nun als offizielle Bandmitglieder genannt. Bei der offiziellen Tour zum Album begleitete der Produzent John Shanks die Band als Rhythmus-Gitarrist und Everett Bradley als Perkussionist.
Am 2. Oktober 2020 erschien das 14. Studioalbum 2020. Das Album behandelt aktuelle politische und soziale Themen wie die Präsidentschaftswahl, Waffengewalt, PTSD, die Black-Lives-Matter-Bewegung sowie die COVID-19-Pandemie. Im Juni 2022 starb das ehemalige Bandmitglied Alec John Such. Im gleichen Jahr kündigte Bon Jovi die „2022-Tour“ an, die sich über den gesamten April 2022 erstreckte und Stationen in den USA beinhaltete.
Im November 2023 veröffentlichten Bon Jovi die Single „Christmas isn‘t Christmas“. Es war die erste musikalische Neuveröffentlichung der Band seit drei Jahren.
Im März 2024 veröffentlichte die Band einen Teaser, der auf die Veröffentlichung eines neuen Albums hindeutete. Diese Vermutung wurde einige Tage später mit der Veröffentlichung der Single „Legendary“ bestätigt. Das neue Album „Forever“ erschien im Juni 2024 und wurde von Jon Bon Jovi als das „beste Album seit 20 Jahren“ benannt. Auch an dieser Produktion war Richie Sambora nicht beteiligt.

## Stil
Die Musik von Bon Jovi ist gemeinhin als Rock zu bezeichnen, im Rock-Genre hat Bon Jovi aber viele verschiedene Spielarten. Hauptformen sind hier Hard Rock, Glam Metal, Stadionrock und Pop-Rock. Doch einige Alben sind in weiteren Genres einzuordnen, so gilt das Album These Days als Bluesrock, während Crush eindeutig dem Pop-Rock zugeordnet werden kann, auf dem Album Bounce sind starke Einflüsse aus dem Heavy Metal zu erkennen und Lost Highway kann generell als Country-Rock betrachtet werden, Jon Bon Jovi nannte Nashville als Haupteinfluss auf Lost Highway.
Als Einflüsse auf die Musik von Bon Jovi gelten unter anderem Bruce Springsteen, die Rolling Stones, Aerosmith, die Beatles, The Animals und Kiss.

## Auszeichnungen
Im Jahr 2000 wurde Bon Jovi mit dem Comet für ihr Lebenswerk ausgezeichnet.
2003 durfte sich die Band am Munich Olympic Walk of Stars verewigen.
2004 erhielten Bon Jovi den American Music Award of Merit für die bedeutendste Rock-Gruppe der letzten 20 Jahre, im Original folgendermaßen: „For being the embodiment of rock music for the last 20 years“.
Am 31. August 2005 erhielt die Band bei den World Music Awards in Los Angeles den Diamond Award. Dieser wird an Künstler verliehen, die weltweit mehr als 100 Millionen Alben verkauft haben. Vor Bon Jovi erhielten ihn in der Geschichte der World Music Awards lediglich drei andere Künstler: Mariah Carey, Céline Dion und Rod Stewart.
Am 14. November 2006 wurde Bon Jovi in die UK Music Hall of Fame aufgenommen. Neben Bon Jovi wurden 2006 auch George Martin, Dusty Springfield, James Brown, Led Zeppelin, Prince und Rod Stewart aufgenommen.
Am 11. Februar 2007 wurde Bon Jovi in der Kategorie „Best Country Collaboration“ für den Song Who Says You Can’t Go Home im Duett mit Jennifer Nettles mit einem Grammy ausgezeichnet.
Am 29. November 2007 wurde Bon Jovi in Düsseldorf der Bambi in der Kategorie „Musik International“ verliehen.
Am 7. November 2011 erhielten Bon Jovi bei den MTV Europe Music Awards den Global Icon Award.
Im Dezember 2017 wurde Bon Jovi mit der Aufnahme in die Rock and Roll Hall of Fame geehrt. Bei einem Auftritt anlässlich der Ehrung am 14. April 2018 traten auch Ex-Gitarrist Richie Sambora und Ex-Bassist Alec John Such mit der Band auf.

## Diskografie
Studioalben

| Jahr | Titel Musiklabel                                 | Höchstplatzierung, Gesamtwochen, AuszeichnungChartplatzierungen (Jahr, Titel, Musiklabel, Platzierungen, Wochen, Auszeichnungen, Anmerkungen) | Höchstplatzierung, Gesamtwochen, AuszeichnungChartplatzierungen (Jahr, Titel, Musiklabel, Platzierungen, Wochen, Auszeichnungen, Anmerkungen) | Höchstplatzierung, Gesamtwochen, AuszeichnungChartplatzierungen (Jahr, Titel, Musiklabel, Platzierungen, Wochen, Auszeichnungen, Anmerkungen) | Höchstplatzierung, Gesamtwochen, AuszeichnungChartplatzierungen (Jahr, Titel, Musiklabel, Platzierungen, Wochen, Auszeichnungen, Anmerkungen) | Höchstplatzierung, Gesamtwochen, AuszeichnungChartplatzierungen (Jahr, Titel, Musiklabel, Platzierungen, Wochen, Auszeichnungen, Anmerkungen) | Anmerkungen                                                    |
| Jahr | Titel Musiklabel                                 | DE | AT | CH | UK | US | Anmerkungen                                                    |
| ---- | ------------------------------------------------ | --- | --- | --- | --- | --- | -------------------------------------------------------------- |
| 1984 | Bon Jovi Mercury Records (Polygram)              | — | — | CH— GoldCH | UK71 Silber · (3 Wo.)UK | US43 Platin · (86 Wo.)US | Erstveröffentlichung: 21. Januar 1984 Verkäufe: + 3.500.000    |
| 1985 | 7800° Fahrenheit Mercury Records (Polygram)      | DE40 (6 Wo.)DE | — | CH11 (6 Wo.)CH | UK28 Silber · (12 Wo.)UK | US37 Platin · (104 Wo.)US | Erstveröffentlichung: 20. April 1985 Verkäufe: + 1.160.000     |
| 1986 | Slippery When Wet Mercury Records (Polygram)     | DE11 Platin · (57 Wo.)DE | AT2 (30 Wo.)AT | CH1 ×2Doppelplatin · (36 Wo.)CH | UK6 ×3Dreifachplatin · (141 Wo.)UK | US1 ×5Diamant + Fünffachplatin · (118 Wo.)US                                                                                                  | Erstveröffentlichung: 18. August 1986 Verkäufe: + 28.000.000   |
| 1988 | New Jersey Mercury Records (Polygram)            | DE4 Platin · (35 Wo.)DE | AT5 Platin · (9 Wo.)AT | CH1 Gold + Platin · (25 Wo.)CH | UK1 ×2Doppelplatin · (54 Wo.)UK | US1 ×7Siebenfachplatin · (77 Wo.)US | Erstveröffentlichung: 13. September 1988 Verkäufe: + 9.206.126 |
| 1992 | Keep the Faith Mercury Records (Polygram)        | DE2 Platin · (86 Wo.)DE | AT2 ×2Doppelplatin · (67 Wo.)AT | CH3 ×3Dreifachplatin · (72 Wo.)CH | UK1 Platin · (78 Wo.)UK | US5 ×2Doppelplatin · (46 Wo.)US | Erstveröffentlichung: 30. Oktober 1992 Verkäufe: + 6.127.500   |
| 1995 | These Days Mercury Records (Polygram)            | DE1 Gold · (66 Wo.)DE | AT1 Platin · (19 Wo.)AT | CH1 Platin · (19 Wo.)CH | UK1 ×2Doppelplatin · (56 Wo.)UK | US9 Platin · (20 Wo.)US | Erstveröffentlichung: 27. Juni 1995 Verkäufe: + 4.877.500      |
| 2000 | Crush Mercury Records (UMG)                      | DE1 ×5Fünffachgold · (49 Wo.)DE | AT1 Platin · (38 Wo.)AT | CH1 ×3Dreifachplatin · (39 Wo.)CH | UK1 Platin · (39 Wo.)UK | US9 ×2Doppelplatin · (51 Wo.)US | Erstveröffentlichung: 29. Mai 2000 Verkäufe: + 11.000.000      |
| 2002 | Bounce Island Def Jam Music Group (UMG)          | DE2 Platin · (29 Wo.)DE | AT3 Gold · (18 Wo.)AT | CH2 Platin · (20 Wo.)CH | UK2 Gold · (17 Wo.)UK | US2 Gold · (29 Wo.)US | Erstveröffentlichung: 23. September 2002 Verkäufe: + 1.905.000 |
| 2005 | Have a Nice Day Island Def Jam Music Group (UMG) | DE1 Platin · (26 Wo.)DE | AT1 Platin · (19 Wo.)AT | CH1 Platin · (25 Wo.)CH | UK2 Gold · (13 Wo.)UK | US2 Platin · (59 Wo.)US | Erstveröffentlichung: 19. September 2005 Verkäufe: + 2.010.000 |
| 2007 | Lost Highway Mercury Records (UMG)               | DE1 Platin · (49 Wo.)DE | AT1 ×2Doppelplatin · (28 Wo.)AT | CH1 Platin · (18 Wo.)CH | UK2 Gold · (11 Wo.)UK | US1 Platin · (45 Wo.)US | Erstveröffentlichung: 8. Juni 2007 Verkäufe: + 1.900.000       |
| 2009 | The Circle Island Def Jam Music Group (UMG)      | DE1 Gold · (19 Wo.)DE | AT2 (17 Wo.)AT | CH1 Gold · (16 Wo.)CH | UK2 Gold · (11 Wo.)UK | US1 Gold · (26 Wo.)US | Erstveröffentlichung: 30. Oktober 2009 Verkäufe: + 930.000     |
| 2013 | What About Now Island Def Jam Music Group (UMG)  | DE2 Gold · (19 Wo.)DE | AT1 Platin · (14 Wo.)AT | CH3 (17 Wo.)CH | UK2 Silber · (14 Wo.)UK | US1 (10 Wo.)US | Erstveröffentlichung: 8. März 2013 Verkäufe: + 1.515.000       |
| 2015 | Burning Bridges Mercury Records (UMG)            | DE1 (9 Wo.)DE | AT1 Gold · (11 Wo.)AT | CH2 (11 Wo.)CH | UK3 (8 Wo.)UK | US13 (3 Wo.)US | Erstveröffentlichung: 21. August 2015                          |
| 2016 | This House Is Not for Sale Island Records (UMG)  | DE3 (12 Wo.)DE | AT1 Gold · (9 Wo.)AT | CH2 (13 Wo.)CH | UK5 Silber · (8 Wo.)UK | US1 (9 Wo.)US | Erstveröffentlichung: 4. November 2016 Verkäufe: + 600.000     |
| 2020 | 2020 Island Records (UMG)                        | DE3 (10 Wo.)DE | AT2 (12 Wo.)AT | CH3 (13 Wo.)CH | UK5 (5 Wo.)UK | US19 (2 Wo.)US | Erstveröffentlichung: 2. Oktober 2020                          |
| 2024 | Forever Island Records (UMG)                     | DE2 (5 Wo.)DE | AT2 (5 Wo.)AT | CH1 (7 Wo.)CH | UK3 (2 Wo.)UK | US5 (1 Wo.)US | Erstveröffentlichung: 7. Juni 2024                             |